# آندوخار
آندُوخار (به اسپانیایی: Andújar) یکی از دهستان‌های استان خائن اندلس در کشور اسپانیا است. این شهر با مساحت ۹۵۶٬۸ کیلومتر مربع، ۳۹۰۰۸ تن جمعیت دارد.